# Trianthema pakistanensis
Trianthema pakistanensis är en isörtsväxtart som beskrevs av H.E.K.Hartmann och Liede. Trianthema pakistanensis ingår i släktet Trianthema och familjen isörtsväxter. Inga underarter finns listade i Catalogue of Life.